# Kámen (Děčíni járás)
Kámen település Csehországban, Děčíni járásban. Kámen Bynovec, Huntířov és Ludvíkovice településekkel határos. Lakosainak száma 251 fő (2024. január 1.).

## Népesség
A település lakosságának változását az alábbi diagram mutatja:
| Lakosok száma | 354  | 333  | 355  | 251  | 188  | 191  | 224  | 242  | 259  | 251  |
|               | 1869 | 1900 | 1921 | 1961 | 1980 | 2011 | 2016 | 2019 | 2021 | 2024 |